# 木村哲也 (民俗学者)
木村 哲也（きむら てつや、1971年〈昭和46年〉 - ）は、日本の歴史・民俗学者。高知県宿毛市出身。旧・東京都立大学文学部卒業。
中学3年のとき、東京都近郊在住の高知県宿毛市出身者の集まりである「東京宿毛会」席上で、ハンセン病患者と交流の深かった詩人・大江満雄と出逢ったことをきっかけに、『大江満雄集』編集に参加。全国のハンセン病療養所を訪ね、大江満雄とハンセン病について取材した。
また、高校卒業時に民俗学者の宮本常一の著書に衝撃を受け、都立大在学中に旅の見聞を伝える新聞『みる・きく・あるく』を発行。後に周防大島文化交流センター（宮本常一記念展示室）学芸員も務めている。一方では、祖母が高知県駐在保健婦を経験していたことから、都立大在学中より高知県、青森県、沖縄県などの駐在保健婦の調査研究を進めている。
著作には、大江とハンセン病関連として『癩者の憲章 - 大江満雄ハンセン病論集』(大月書店、ISBN 978-4-272-43077-2)など、宮本常一関連として『「忘れられた日本人」の舞台を旅する - 宮本常一の軌跡』(河出書房新社、ISBN 978-4-309-22444-2)などがあり、保健婦研究では医学書院の雑誌『保健師ジャーナル』(NCID AA11879059)に「『保健婦雑誌』に見る戦後史」を連載している。